# Табір інтернованих у Щипйорно
Табір інтернованих у Щипйорні — колишній табір для інтернованих у м. Щипйорно (з 1976 р. дільниця Каліша), де у 1915—1922 рр. утримувалися інтерновані німецькою владою борці за незалежність, солдати Польських легіонів та російські військовополонені. З 1918 року польська влада утримувала в таборі німецьких військовополонених та інтернованих вояків армії УНР.
У липні 1917 року, після т.зв «кризи присяги», солдатів і підофіцерів 1-ї бригади польських легіонів і 3-ї бригади польських легіонів було інтерновано в табір Щипйорно; Сам Юзеф Пілсудський був ув'язнений у Магдебурзькій фортеці . У 1933 році останки вояків, які загинули в таборі, були ексгумовані та переміщені в мавзолей польських легіонерів у Каліші .

## Створення табору
Під час Першої світової війни, на початку 1915 року, в рамках підготовки до німецького наступу на Східному фронті, в Щипйорно було створено табір інтернованих під назвою Kriegsgefangenenlager Skalmierschütz. В 1915—1916 в таборі перебувала Александра Пілсудська, яка оцінила кількість в'язнів у 4000 полонених і 100 цивільних .

## Легіонери

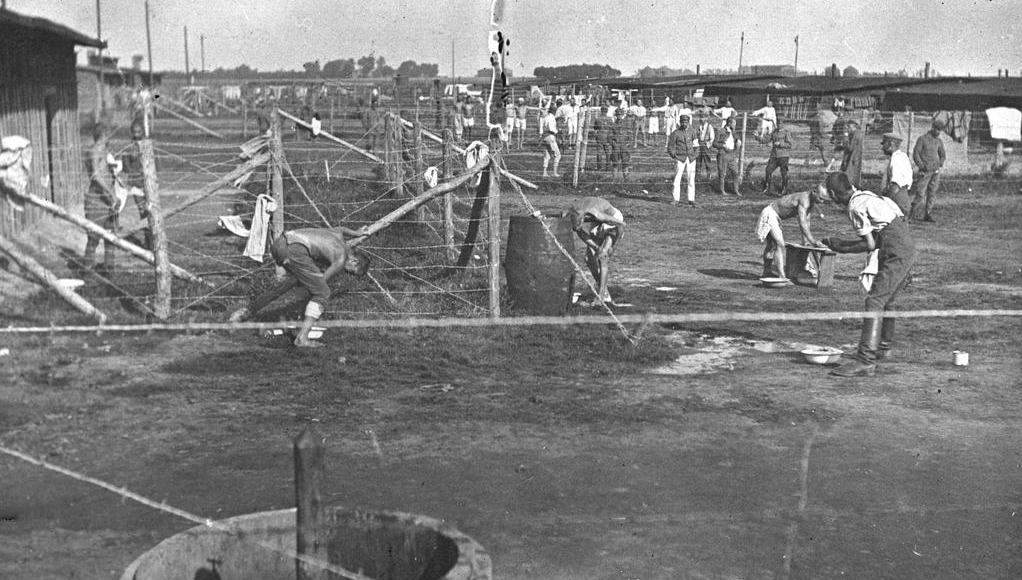
Табір для інтернованих у Щипйорно (1917)

Після т.зв «кризи присяги» туди відправили інтернованих солдатів польських легіонів. Перший транспорт з легіонерами прибув до Щипйорно 13 липня 1917 року.
Усі табірні спогади та розповіді підкреслюють надзвичайно важкі умови життя легіонерів, особливо житло та харчування. В'язні жили в землянках, покритих гудроном, які були придатні для використання лише в літні місяці. Уздовж стін барака стояли нари з дощок, з паперовими матрацами, набитими стружкою, і ковдрами, набитими старими газетами. У проході між ними був викопаний у землі рів для стоку дощової води. Коли настала осінь і зима, у казармі було дуже холодно і сиро.
Інтерновані легіонери створили власне самоврядування та підтримували військову дисципліну. Поет Владислав Броневський став одним із очільників блокових судів, які вирішували суперечки та виносили вироки . Вони також засновували ремісничі майстерні, готували художню самодіяльність, проводили уроки мови та стенографії, проводили заняття з гімнастики, під час яких почали грати в гру, яка нині відома як гандбол . Польські в'язні грали ганчір'яним м'ячем . Таким чином цей вид спорту був популяризований у Польщі, звідси його загальна назва гандбол . Гра користувалася популярністю серед легіонерів через те, що не так швидко зносилось взуття (взуття у легіонерів забрали одразу після кризи, вони ходили в дерев'яних черевиках, так званих понтонах), а також через те, що ганчір'яний м'яч погано котився . У спогадах фігурують майор Гржмота-Скотніцький, який приніс цю гру в Щипйорно, та капрал Антоній Яржонбек .
У грудні 1917 року легіонерів перевезли до Ломжі, де вони розмістилися в колишніх російських казармах. Кількамісячне перебування — з липня по грудень 1917 року — інтернованих легіонерів у таборі в Щипйорно назавжди залишилося в історії як переломний момент в історії боротьби за незалежність. Саме тоді почав зароджуватися справжній міф про польські легіони . У листопаді 1932 року було відкрито мавзолей легіонерів, загиблих у таборі, зруйнованому німцями у 1940 році.

## Російські військовополонені
У другій половині 1917 року в таборі також перебувало кілька тисяч військовополонених, переважно росіян .

## Німецькі військовополонені
Після Першої світової війни, у 1918 році, у Щипйорно було створено табір для німецьких військовополонених .

## Солдати УНР
У 1920—1924 роках тут діяв табір інтернованих № 5 солдат Дієвої армії УР . Згодом українців перевели до табору інтернованих № 10 у Каліші, який проіснував до 1924 року. Загиблих ховали на Українському військовому кладовищі табору.

## Казарми прикордонного батальйону
У 1918 році казарми в Щипйорні захопили солдати Каліського прикордонного батальйону, який відіграв значну роль у визволенні південно-західної частини цього регіону під час Великопольського повстання і потім там дислокувався.

## Інтерновані
Серед інтернованих у Щипйорні були, зокрема: 
- Владислав Броневський
- Станіслав Гжмот-Скотніцький
- Адам Коц
- Віктор Кущ
- Мечислав Лепецький
- Густав Орліч-Дресзер
- Олександра Щербінська (Пілсудська)
- Люціан Рудницький
- Валерій Славек
- Кароль Віктор Заводзінський